# Dominicas Misioneras de Nuestra Señora de La Delivrande
La Congregación de Nuestra Señora de La Delivrande (oficialmente en francés: Congrégation de Notre Dame de la Délivrande), también conocida como Congregación de Hermanas Dominicas Misioneras de de Nuestra Señora de La Delivrande, es un instituto religioso católico femenino, de vida apostólica y de derecho pontificio, fundado por la religiosa francesa Laure Sabès, en 1868, en Le Morne-Rouge (Martinica). A las religiosas de este instituto se les conoce como dominicas de La Delivrande y posponen a sus nombres las siglas O.P.

## Historia

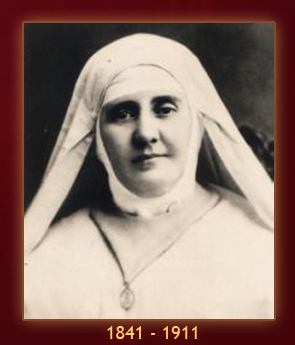
Laure Sabès (1841-1911), fundadora de la congregación, es considerada sierva de Dios en la Iglesia católica.

La congregación fue fundada el 2 de febrero de 1868 en Le Morne-Rouge, en la isla de Martinica, por la religiosa francesa Laure Sabès. Bajo el riesgo de se abolida por el gobierno colonial, la recientemente fundada congregación, se trasfirió a Grenoble, en 1884, por petición del obispo Amand-Joseph Fava. Gracias a este mismo obispo se fundaron algunas filiales en Egipto. Cuando en Francia se presentó una ola de persecución anticongregacionista, las religiosas se refugiaron en Italia y fue oportunidad para abrir nuevas casas en el norte de África y Medio Oriente.
El instituto fue aprobado por el papa Pío XI como congregación religiosa de derecho pontificio, mediante decretum laudis del 7 de marzo de 1928.

## Organización
La Congregación de Nuestra Señora de La Delivrande es un instituto religioso de derecho pontificio, internacional y centralizado, cuyo gobierno es ejercido por una priora general. La sede central se encuentra en Saint-Martin-d'Hères (Francia).
Las dominicas La Delivrande se dedican a la educación e instrucción cristiana de la juventud y a la pastoral sanitaria, forman parte de la familia dominica y usan el hábito blanco y velo negro. En 2017, el instituto contaba con 78 religiosas y 15 comunidades, presentes en Francia, Italia, Suiza, Egipto, Líbano, Martinica, Santa Lucía y Madagascar.